# کوله دی تورا
کوله دی تورا (به ایتالیایی: Colle di Tora) یک کومونه در ایتالیا است که در استان ریتی واقع شده‌است.

## خصوصیات
کوله دی تورا ۱۴٫۲ کیلومترمربع مساحت و ۳۷۳ نفر جمعیت دارد و ۵۴۲ متر بالاتر از سطح دریا واقع شده‌است.